# Jo Dunkley
Joanna Dunkley é uma astrofísica britânica, professora de física da Universidade de Princeton. Investiga as origens do universo aplicando radiação cósmica de fundo em micro-ondas utilizando o Atacama Cosmology Telescope, o Simons Observatory e o Large Synoptic Survey Telescope (LSST).

## Prêmios e honrarias
- 2007 - NASA Group Achievement Award, shared with the WMAP team[2]
- 2010 - Starting grant from the Agência Executiva do Conselho Europeu de Investigação (ERC)[3]
- 2013 - Medalha Maxwell[4]
- 2014 - Awarded the Fowler Prize by the Royal Astronomical Society (RAS)[5]
- 2015 - Philip Leverhulme Prize do Leverhulme Trust[6]
- 2015 - Prêmio Fundação Wolfson/Royal Society[7]
- 2016 - Prêmio Rosalind Franklin[8][9]
- 2017 - Fundamental Physics Prize[10] shared with 22 members of the NASA WMAP Science Team.
- 2019 - Appointed Order of the British Empire (OBE) in the 2019 New Year Honours for services to Science[11]